# Desmoclystia unipuncta
Desmoclystia unipuncta är en fjärilsart som beskrevs av W. Warren 1906. Desmoclystia unipuncta ingår i släktet Desmoclystia och familjen mätare. Inga underarter finns listade i Catalogue of Life.